# 龙泉站
龙泉站是位于吉林省长春市二道区的一个铁路车站，邮政编码130101。车站建于1982年，有长图铁路经过该站，现仅办理货运业务，不办理客运业务，车站及其上下行区间均未电气化。车站距离长春站8公里，隶属沈阳铁路局长春车务段，是四等站。